# Richard Polák
Richard Polák (* 8. srpna 1962, Hradec Králové) je bývalý český fotbalista, záložník.

## Fotbalová kariéra
Hrál za Spartak Hradec Králové, Spartu Praha a řecký Panathinaikos Atény. Se Spartou získal v roce 1985 mistrovský titul. V nejvyšší soutěži nastoupil ve 116 utkáních a dal 13 gólů. Po skončení aktivní kariéry působí jako trenér a fotbalový funkcionář. K 1. 1. 2014 byl trenérem FC Libišany.

## Ligová bilance
| Ročník                                   | Zápasy | Góly | Klub                   |
| ---------------------------------------- | ------ | ---- | ---------------------- |
| 1. československá fotbalová liga 1984/85 | 4      | 0    | Sparta Praha           |
| 1. československá fotbalová liga 1987/88 | 23     | 3    | Spartak Hradec Králové |
| 1. československá fotbalová liga 1988/89 | 29     | 2    | Spartak Hradec Králové |
| Řecká Superliga 1989/90                  | 5      | 0    | Panathinaikos FC       |
| 1. československá fotbalová liga 1990/91 | 29     | 7    | SK Hradec Králové      |
| 1. československá fotbalová liga 1991/92 | 26     | 1    | SK Hradec Králové      |
| CELKEM                                   | 116    | 13   |                        |